# Rehovot
Rehovot (em hebraico:  רְחוֹבוֹת) é uma cidade de Israel, no distrito Central, com 108,400 habitantes. Em Rehovot encontra-se o Instituto Weizmann da Ciência e a faculdade agropecuária da Universidade Hebraica.

## Geminações
Ra'anana possui as seguintes cidades-gémeas:
| - Manchester, Reino Unido - Paraná, Argentina - Grenoble, França - Filadélfia, Estados Unidos | - Rochester, Estados Unidos - Albuquerque, Estados Unidos - Heidelberg, Alemanha (desde 1983) |